# Царевоселчани
Царевоселчани или царевоселци (на македонска литературна норма: Делчевчани, до 1950 г. Царевоселчани) са жителите на град Царево село (Делчево), Северна Македония. Това е списък на най-известните от тях.

## Родени в Царево село
А — Б — В — Г — Д –
Е — Ж — З — И — Й –
К — Л — М — Н — О –
П — Р — С — Т — У –
Ф — Х — Ц — Ч — Ш –
Щ — Ю — Я

### А
- Аксел Ахмедовски (р. 1968), политик от Северна Македония, министър без ресор
- Ангел Симеонов (1892 – 1933), български революционер

### В
- Ванчо Траянов (р. 1978), футболист от Северна Македония
- Васил Иванов, български революционер, четник на Георги Траянов в 1914 година[1]
- Ваасил Стоянов (1869 – 1906), български фелдшер
- Васил Янакиев (1878 – 1946), учител, печатар, кмет на Кюстендил (1919 – 1920)
- Влатко Стояновски (р. 1997), футболист от Северна Македония

### Г
- Георги Антонов Попов, български революционер, четник на Симеон Клинчарски в 1914 година[2]
- Григор Бояджийски (1870 – 1948), български адвокат и революционер
- Димитър Попниколов (1869 - ?), завършил военно-техническа академия във Виена в 1894 година и физико-математика отново във Виена в 1895 година[3]

### Е
- Елена Кожухарова (р. 1945), писателка от Северна Македония
- Еротей Николов, български революционер

### З
- Зафир Георгиев, български революционер, четник на Симеон Клинчарски в 1914 година[2]
- Злате Иванов, български революционер, четник на Симеон Клинчарски в 1914 година[2]
- Зорица Нушева, актриса от Северна Македония

### И
- Игнатий (1881 – ?), български духовник, йеромонах, македоно-одрински опълченец, щаб на нестроева рота на шеста охридска дружина, носител на орден „За храброст“ IV степен[4]

### Й
- Йорде Димитров, деец на ВМОРО, четник на Мице Блатцалията в 1915 година[5]

### Л
- Любомир Белогаски (1911 – 1994), художник от Република Македония

### М
- Методи Митевски (1924 – 1962), югославски комунист и политик от СР Македония
- Милан Евтилски, български революционер от ВМОРО, четник[6]
- Милка Христова (р. 1948), северномакедонска лекарка и политик

### Н
- Никола Петров (ок. 1860 – ?), четник в доброволческата чета на Стоян Богданцалията

### С
- Снежана Адамческа (р. 1950), северномакедонска педагожка
- Спиро Георгиев (1902 – 1923), деец на ВМРО, загинал на 15 март 1923 година в сражение със сръбска войска[7] или убит от органи на полицията при конфликта на ВМРО с правителството на БЗНС.[8]
- Стоян Чочов (1886 – 1925), български комунист

### Х
- Христо Димитров, български революционер, четник на Симеон Клинчарски в 1914 година[2]

## Починали в Царево село
- Атанас Димитров Зографски, български военен деец (? – 1913), санитарен майор, загинал през Междусъюзническа война[9]
- Георги Кондев Симитчиев (Семетчиев) (? – 1913), български военен деец, майор, загинал през Междусъюзническа война[10]
- Златко Димитров Дерменджиев (1912 – 1944), български военен деец, поручик, загинал през Втората световна война[11]
- Иван Николов Попов (1911 – 1944), български военен деец, подпоручик, загинал през Втората световна война[12]
- Иван Хаджиниколов Тренков (? – 1913), български военен деец, подпоручик, загинал през Междусъюзническа война[13]
- Илия Петров Пулев (? – 1913), български военен деец, подпоручик, загинал през Междусъюзническа война[14]
- Йовчо Лазаров Георгиев (? – 1913), български военен деец, капитан, загинал през Междусъюзническа война[15]
- Кирил Христов Хаджисотиров (? – 1913), български военен деец, подпоручик, загинал през Междусъюзническа война[16]
- Никола Ганчев Пушкаров (? – 1913), български военен деец, подпоручик, загинал през Междусъюзническа война[17]
- Пело Тодоров Ганчев (1915 – 1944), български военен деец, подпоручик, загинал през Втората световна война[18]
- Петко Колев (1794 - 1844), български просветен деец[19]

## Други
- Никола Коларов (1902 – 1961), български общественик, юрист и журналист, легален деец на македонското движение в България, по произход от Царево село